# Виселица (игра)
Ви́селица (также «Балда») — игра на бумаге для двух (или больше) человек.

## Принцип игры
Один из игроков загадывает слово — пишет на бумаге любые две буквы слова и отмечает места для остальных букв, например чертами (существует также вариант, когда изначально все буквы слова неизвестны). Также рисуется виселица с петлёй.
Согласно традиции русских лингвистических игр, слово должно быть именем существительным, нарицательным в именительном падеже единственного числа, либо множественного числа при отсутствии у слова формы единственного числа.
Второй игрок предлагает букву, которая может входить в это слово. Если такая буква есть в слове, то первый игрок пишет её над соответствующими этой букве чертами — столько раз, сколько она встречается в слове. Если такой буквы нет, то к виселице добавляется круг в петле, изображающий голову. Второй игрок продолжает отгадывать буквы до тех пор, пока не отгадает всё слово. За каждый неправильный ответ первый игрок добавляет одну часть туловища к виселице (обычно их 6: голова, туловище, 2 руки и 2 ноги, существует также вариант с 8 частями — добавляются ступни, а также самый длинный вариант, когда сначала за неотгаданную букву рисуются части самой виселицы).
Если туловище в виселице нарисовано полностью, то отгадывающий игрок проигрывает, считается повешенным. Если игроку удаётся угадать слово, он выигрывает и может загадывать слово.

## Пример игры
| 0 |  | Слово: _ _ _ _ _ _ _ Ошибки (0): Буква: А |

| 1 |  | Слово: _ _ _ _ _ _ _ Ошибки (1): а Буква: О |

| 2 |  | Слово: _ _ _ О _ _ _ Ошибки (1): а Буква: Н |

| 3 |  | Слово: _ _ _ О _ _ _ Ошибки (2): а, н Буква: Р |

| 4 |  | Слово: _ _ _ О _ _ _ Ошибки (3): а, н, р Буква: С |

| 5 |  | Слово: _ _ _ О _ _ _ Ошибки (4): а, н, р, с Буква: Т |

| 6 |  | Слово: _ _ _ О _ _ _ Ошибки (5): а, н, р, с, т Буква: К |

| 7 |  | Слово: _ _ _ О _ _ К Ошибки (5): а, н, р, с, т Буква: Л |

| 8 |  | Слово: _ _ Л О _ _ К Ошибки (5): а, н, р, с, т Буква: И |

| 9 |  | Слово: _ _ Л О _ _ К Ошибки (6): а, н, р, с, т, и Буква: |

Отгадывающий проиграл — загадано слово ЧЕЛОВЕК.